# Gottlieb Christoph Harless
Gottlieb Christoph Harless est un philologue et bibliographe allemand, né a Kulmbach le 21 juin 1738 et mort le 2 novembre 1815. 

## Biographie
Il occupe une chaire d'éloquence à Erlangen et est bibliothécaire de cette ville. 
On a de lui, outre de bonnes éditions des classiques latins et grecs : 
- Vitæ philologorum (Brême, 1764-1772, 4 vol. in-8°);
- Introductio in historiam linguæ græcæ (1778, 2 vol. in-8°)
- Brevior notitia litteraturœ græcæ (1812);
- la 2e édit. de la Bibliothèque grecque de Fabricius (Hambourg, 1790-1812, 12 vol. in-4);
- des anthologies, des chrestomathies, etc.

## Source
Grand dictionnaire universel du XIXe siècle